# Senailly
Senailly est une commune française située dans le département de la Côte-d'Or, en région Bourgogne-Franche-Comté.

## Géographie
Ce village de l'Auxois, entouré de collines verdoyantes, est longé sur 4 km par l'Armançon, affluent de l'Yonne, qui coule au milieu des pâturages.
La superficie totale de la commune est de 929 ha dont 145 ha de forêt desservie par 19,3 km de chemins ruraux. Le village est situé à une altitude de 227 mètres (mairie).
Senailly est une commune du canton de Montbard, située entre Montbard et Époisses.
Les habitants se nomment les Senaillais ou les Senaillous.

### Géologie
La commune de Senailly est bien représentative de la géologie de l'Auxois : Le paysage est dominé par un relief de collines à sommets plats et de vallons.
Le relief de l'Auxois est formé d'une superposition de couches de roches tendres (marnes) et de roches dures (calcaires).
Sur les coteaux, les éboulis calcaires sont souvent recouverts de bois. Les alluvions s'étalent sur les surfaces planes des vallées.
Les buttes constituent un ensemble original composé de vieilles plantations résineuses et de cultures sur le sommet et de friches sur les pentes sud. Ces friches sont les témoins d'une ancienne activité viticole où subsistent encore quelques arpents de vigne.
La plaine vallonnée est drainée par l'Armançon intégrée au bassin de la Seine.
La prairie, structurée par un bocage encore bien affirmé, est dominante dans la vallée.

### Climat
Pour des articles plus généraux, voir Climat de la Bourgogne-Franche-Comté et Climat de la Côte-d'Or.
En 2010, le climat de la commune est de type climat des marges montargnardes, selon une étude du Centre national de la recherche scientifique s'appuyant sur une série de données couvrant la période 1971-2000. En 2020, Météo-France publie une typologie des climats de la France métropolitaine dans laquelle la commune est exposée à un climat océanique altéré et est dans la région climatique  Lorraine, plateau de Langres, Morvan, caractérisée par un hiver rude (1,5 °C), des vents modérés et des brouillards fréquents en automne et hiver. 
Pour la période 1971-2000, la température annuelle moyenne est de 10,4 °C, avec une amplitude thermique annuelle de 15,8 °C. Le cumul annuel moyen de précipitations est de 822 mm, avec 13 jours de précipitations en janvier et 7,9 jours en juillet. Pour la période 1991-2020, la température moyenne annuelle observée sur la station météorologique de Météo-France la plus proche, « Montbard_sapc », sur la commune de Montbard à 7 km à vol d'oiseau, est de 11,4 °C et le cumul annuel moyen de précipitations est de 853,5 mm,. Pour l'avenir, les paramètres climatiques de la commune estimés pour 2050 selon différents scénarios d'émission de gaz à effet de serre sont consultables sur un site dédié publié par Météo-France en novembre 2022.

## Urbanisme

### Typologie
Au 1er janvier 2024, Senailly est catégorisée commune rurale à habitat dispersé, selon la nouvelle grille communale de densité à 7 niveaux définie par l'Insee en 2022.
Elle est située hors unité urbaine. Par ailleurs la commune fait partie de l'aire d'attraction de Semur-en-Auxois, dont elle est une commune de la couronne,. Cette aire, qui regroupe 54 communes, est catégorisée dans les aires de moins de 50 000 habitants,.

### Occupation des sols
L'occupation des sols de la commune, telle qu'elle ressort de la base de données européenne d’occupation biophysique des sols Corine Land Cover (CLC), est marquée par l'importance des territoires agricoles (77,9 % en 2018), une proportion sensiblement équivalente à celle de 1990 (78 %). La répartition détaillée en 2018 est la suivante : 
terres arables (41,9 %), prairies (36 %), forêts (19,3 %), zones urbanisées (2,8 %). L'évolution de l’occupation des sols de la commune et de ses infrastructures peut être observée sur les différentes représentations cartographiques du territoire : la carte de Cassini (XVIIIe siècle), la carte d'état-major (1820-1866) et les cartes ou photos aériennes de l'IGN pour la période actuelle (1950 à aujourd'hui).

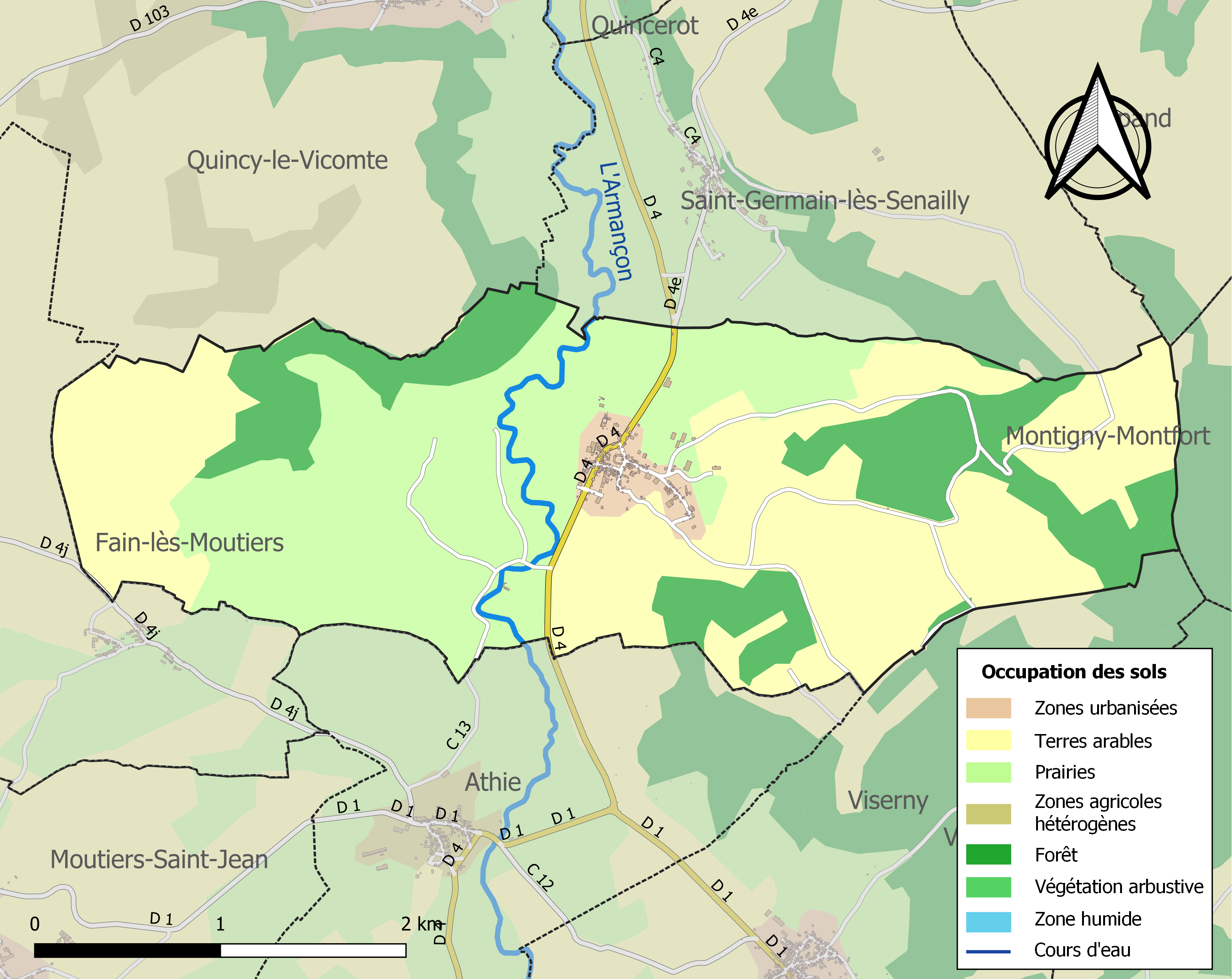
Carte des infrastructures et de l'occupation des sols de la commune en 2018 (CLC).

## Toponymie
Avant 1218 : Seneliacum
Traductions proposées :
1. - Seneli : du latin senilis : vieux
2. - cum : ensemble
3. d'où le sens d'ensemble de vieux

OU
(en latin cum est une préposition et non un substantif)
1. - seneli : du latin senilis : Pourrait vouloir dire vieux au sens de « peuplé depuis longtemps ». Dans Horace, senilis est utilisé dans le sens « d'homme gaulois »
2. - acum : domaine
3. d'où le sens de « Domaine de l'homme gaulois ».

## Histoire

### Antiquité
À l'époque Gallo-Romaine, Senailly dépendait d'un grand domaine, à l'origine propriété de Quintus, situé à l'emplacement de Quincy.

### Moyen Âge
En 853, le roi Charles le Chauve sollicité par les moines de Saint Germain d'Auxerre leur donna plusieurs domaines dont celui de Quincy qui s'étendait sur plusieurs villages : Quincy, Saint-Germain et Senailly.
Les carnets des moines de l'abbaye de Moutiers-Saint-Jean mentionnèrent dès 1100, l'existence d'une léproserie à l'endroit actuel du moulin de Senailly.
En 1257 fut cité un hôpital vers le pont, à l'endroit actuel du moulin Saint-Jacques. Dans cet hôpital résidait l'abbesse de Saint-Andoche d'Autun qui gouvernait Saint-Germain et Senailly.
À cette époque, Senailly était situé sur la route des chemins de Saint-Jacques-de-Compostelle, qu'empruntaient les pèlerins (notamment ceux d'Allemagne et de Pologne). Dans notre région le chemin de Saint-Jacques passait par l'abbaye de Fontenay, l'hôpital Saint-Jacques de Montbard et via Crépand arrivait à Senailly où les pèlerins traversaient l'Armançon sur le pont Saint-Jacques pour une étape à l'hôpital des Dames de Saint-Andoche. Le trajet des pèlerins se poursuivait ensuite par Moutiers-Saint-Jean et Époisses pour arriver à Vézelay, l'un des 4 centres de regroupement des pèlerins en France.
Les dames de Saint-Andoche d'Autun avaient parfois des difficultés avec les co-seigneurs de Senailly et en 1394 Odot de Senailly, écuyer, déclarait que la justice était pour les 2/3 aux « dites » religieuses et 1/3 pour lui-même.
En 1401 est construite la ferme fortifiée de Senailly au centre du village actuel dont on a retrouvé un plan daté de 1711, établi par Estienne Pernet, arpenteur d'Autun. Après avoir franchi le pont, on accédait à une grande cour, entourée de bâtiments : logement des fermiers, greniers, étables, pressoirs. Il y a aussi le colombier et une chapelle citée en mauvais état. La maison seigneuriale fut restaurée en 1888. En 1981, une partie est transformée en la salle des fêtes. Puis en 1994, elle accueille une classe de maternelle qui est suivie d'une seconde maternelle en 2007.
En 1537, les dames de Saint-Andoche d'Autun furent, à titre de seigneurs de Saint-Germain maintenues dans leur droit contre Odot de Senailly et obtinrent droit de justice dans tout le village.

### Temps modernes
Au XVIIe siècle, tout le fief leur advint et Senailly forma une seule et même seigneurie avec Saint-Germain jusqu'en 1789. Avant cette date, la paroisse principale était Saint-Germain qui conservait les archives des 3 communes (Saint-Germain, Senailly et Quincerot). Ce n'est qu'après la Révolution que les communes se séparèrent et devinrent autonomes, sauf en ce qui concerne l’église et le cimetière.

### Époque contemporaine
Senailly a été l'une des premières communes des environs à avoir l'eau sur l'évier. L'adduction d'eau remonte à 1902.

#### La grotte duCommandant Bernard
La balade « Sous les Roches » a son charme et la vue sur le village de Senailly est pittoresque. Cette promenade nous emmène vers la grotte du Commandant Bernard. À la mi-juin 1940, l’armée allemande envahit la Bourgogne. Le 20 juin, le Maréchal Pétain conclut un armistice avec l'Allemagne. En octobre 1940, Pétain annonce sa politique de collaboration.
La détérioration du niveau de vie, la pression de l'occupant, les réquisitions et le rationnement, provoquent le sursaut d'un mouvement de résistance. Celui-ci se distingue par « des maquisards » qui vivent dans les bois ou les fermes abandonnées, constamment armés, munis de faux-papiers, coupés totalement de leur famille et de leurs amis. Dans chaque village, des sympathisants actifs appelés « réguliers », mènent une vie normale, ce qui leur permet de circuler, de ravitailler et de renseigner les maquisards sans être inquiétés.
Bernard Guillemin, dit le Commandant Bernard, chef de réseau FTP (Francs-Tireurs et Partisans) en 1942, se trouve blessé par deux balles à la cuisse gauche. On l'envoie chez l'abbé Ernest Noël de Quincy, homme extraordinaire, providence des clandestins. Opéré par le docteur Brunhes de Montbard, on lui extrait une balle. Par sécurité, l'abbé Noël prend le Commandant Bernard sur ses épaules et le monte dans le clocher de son église. Deux jours plus tard, dans la nuit du 4 au 5 novembre 1943, le « père Noël » emmène le Commandant Bernard déguisé en femme et boitant, hors de Quincy. À la sortie de Quincy, Henri Boussard étudiant en médecine prend le blessé en charge et le conduit chez lui à Senailly. Après quelques heures de repos, ils partent à vélo, direction Villaines-les-Prévôtes, à la ferme Saint-Fiacre où il est confié à Mme Seguin, une patriote. Rendu aux Laumes, le docteur Galimard lui retirera une seconde balle. Très affaibli, il retrouvera ses compagnons au camp de Grisey. Depuis le début de l'année 1943, le Commandant Bernard mène une existence, particulièrement dure, de hors-la-loi. Il collectionne les blessures, mais la chance est avec lui. Les Allemands sont à ses trousses depuis de longs mois sans parvenir à le capturer.
Le 19 avril 1941, au cours de l'attaque du Châtelot, le Commandant Bernard est grièvement blessé. Il est pris en charge par le docteur Galimard qui le soigne et le fait évacuer sur Quincy. Décision opportune car les Allemands arrivent au domicile du docteur peu après, pour l'arrêter. Le docteur Galimard sera déporté. Conduit au moulin de Senailly dans la carriole de Georges Miguet, le blessé est mal-en-point. Par sécurité, Georges Miguet attendra la nuit pour transférer son blessé à Quincerot chez Mme Chartraire. Les Allemands recherchent à ce moment-là, « un curé à barbe ». Averti du danger, l'abbé Noël coupe rapidement la sienne et, par mesure de sécurité, décide, avec Léon Gervais et Pierre Gruer, de transporter et de dissimuler le Commandant Bernard dans une grotte, très difficile d'accès, au-dessus de Senailly. Le blessé y restera un bon mois, ravitaillé et soigné par des amis sûrs. Afin de faire croire aux Allemands que le fugitif a succombé à ses blessures, une messe à son intention est célébrée en présence de sa famille.
Bernard Guillemin, dit le Commandant Bernard est, en 1997, âgé de 78 ans et domicilié à Francheville (près de Saint-Seine-l'Abbaye). Il est décoré de la Légion d'Honneur.
Ernest Noël, « l'abbé Noël », né en 1903, nommé « Léon » dans la clandestinité est adjoint au Capitaine Nancy (commandant le secteur FFI de Montbard), aumônier du maquis Bernard.
Nommé prêtre en 1932, puis vicaire à Semur-en-Auxois dès 1939. Alors qu'il est curé de Quincy, il est mobilisé, fait prisonnier, puis libéré en 1942. Il poursuit ses activités de « meneur de résistants » jusqu'à la fin de la guerre. Il fut aussi décoré de la Légion d'Honneur. En 1952, il est remplacé à la paroisse par Jean Morey, pour devenir curé de Brazey-en-Plaine.

## Politique et administration
| Période                | Période  | Identité                | Étiquette | Qualité                                                  |
| ---------------------- | -------- | ----------------------- | --------- | -------------------------------------------------------- |
| 1793                   |          | Nicolas Philipot        |           |                                                          |
| 1799                   |          | Jean Boron              |           |                                                          |
| 1812                   |          | François Pochat         |           |                                                          |
| 1843                   |          | Edme Philipot           |           |                                                          |
| 1851                   |          | Edme Pochat             |           |                                                          |
| 1865                   |          | Jules Camille Teisseire |           |                                                          |
| 1883                   |          | Claude Hubert Allouis   |           | à la suite de la démission de Jules Teisseire            |
| mai 1888               |          | Victor Laureau          |           |                                                          |
| 19/06/1888             |          | Charles Caverot         |           | à la suite de la démission de Victor Laureau             |
| 1904                   |          | Victor Laureau          |           | à la suite du décès de Charles Caverot                   |
| à partir du 15/09/1916 |          | Charles Boussard        |           | adjoint prend la place de Victor Laureau après son décès |
| 1919                   |          | Charles Boussard        |           |                                                          |
| 1935                   |          | Marcel Caverot          |           |                                                          |
| 1953                   |          | Paul Melot              |           |                                                          |
| 1977                   |          | Clément Poussier        |           |                                                          |
| 1985                   |          | Michel Rabasse          |           |                                                          |
| 1997                   |          | Jacky Daum              |           | à la suite du décès de Michel Rabasse                    |
| mars 2001              | En cours | Philippe Lucotte        |           |                                                          |

## Démographie
L'évolution du nombre d'habitants est connue à travers les recensements de la population effectués dans la commune depuis 1793. Pour les communes de moins de 10 000 habitants, une enquête de recensement portant sur toute la population est réalisée tous les cinq ans, les populations de référence des années intermédiaires étant quant à elles estimées par interpolation ou extrapolation. Pour la commune, le premier recensement exhaustif entrant dans le cadre du nouveau dispositif a été réalisé en 2006.

En 2022, la commune comptait 132 habitants, en évolution de −4,35 % par rapport à 2016 (Côte-d'Or : +0,82 %, France hors Mayotte : +2,11 %).
| 1793 | 1800 | 1806 | 1821 | 1836 | 1841 | 1846 | 1851 | 1856 |
| ---- | ---- | ---- | ---- | ---- | ---- | ---- | ---- | ---- |
| 347  | 325  | 329  | 265  | 291  | 297  | 277  | 291  | 286  |

| 1861 | 1866 | 1872 | 1876 | 1881 | 1886 | 1891 | 1896 | 1901 |
| ---- | ---- | ---- | ---- | ---- | ---- | ---- | ---- | ---- |
| 261  | 270  | 278  | 268  | 247  | 253  | 234  | 239  | 226  |

| 1906 | 1911 | 1921 | 1926 | 1931 | 1936 | 1946 | 1954 | 1962 |
| ---- | ---- | ---- | ---- | ---- | ---- | ---- | ---- | ---- |
| 228  | 223  | 176  | 168  | 149  | 135  | 141  | 141  | 153  |

| 1968 | 1975 | 1982 | 1990 | 1999 | 2006 | 2011 | 2016 | 2021 |
| ---- | ---- | ---- | ---- | ---- | ---- | ---- | ---- | ---- |
| 134  | 129  | 154  | 157  | 151  | 139  | 140  | 138  | 135  |

| 2022 | - | - | - | - | - | - | - | - |
| ---- | - | - | - | - | - | - | - | - |
| 132  | - | - | - | - | - | - | - | - |

## Culture locale et patrimoine

### Lieux et monuments

#### Le château
En venant de Saint-Rémy on découvre à droite, à l'entrée de Senailly, une grande bâtisse appelée pompeusement le château, construit fin XIXe - début XXe siècle. La vaste propriété transformée en Centre de Vacances par la ville de Pantin lors de son acquisition en 1958, porte le nom du député maire de Pantin de l'époque, Jean Lolive.
Mme Teisseire l'ancienne propriétaire du château élevait des chevaux de course dans l'immense domaine. Depuis, un prix de Senailly se court sur l'hippodrome de Chantilly. À sa mort en 1916, elle lègue ses biens à son neveu, le comte d'Heursel. Ce dernier revient à Senailly en 1936, après quelques années passées à « la conquête de l'or » ; presque ruiné, il vend le château et ses dépendances et part au Brésil. Rachetée par un industriel alsacien, M. Würsteisen, la bâtisse connait alors quelques modifications mais surtout des améliorations, notamment l'installation de l'eau courante. Un peu plus de vingt ans après, la ville de Pantin prend possession de la propriété et la transforme en site d'accueil pour les enfants de sa cité.

#### L'église
L'église de Senailly fut construite dans les dernières années du XIXe siècle. C'est Madame Teisseire née Gabrielle Emma Taffin d'Heursel (1836-1915), propriétaire du « Château » aujourd'hui colonie de vacances qui est la fondatrice de l'église de Senailly.
La bénédiction de l'église de Senailly eut lieu de 30 août 1900.
Le prénom de baptême de la cloche de l'église est Louise. Sur le pourtour de la cloche est inscrit en relief :
« Je m'appelle Louise Georgette Gabrielle Julie Emmanuelle Camille.
J'ai eu pour parrain Monsieur Louis d'Heursel, lieutenant au 9e régiment de dragons et pour marraine Madame Georgette d'Heursel de Paris.
Bénie en l'an 1900 par Monseigneur Albert Léon Marie le Mordez évêque de Dijon, l'abbé Jacob étant curé de Saint-Germain-lès-Senailly et Quincerot. Monsieur Charles Caverot Maire de Senailly ».
L'église fut donnée à la commune car la chapelle s'avérait trop petite aux nombreux pratiquants de l'époque (en 1900, la population de Senailly s'élevait à 240 habitants).
Le conseil municipal de l'époque accepta le legs de Madame Teisseire à l'unanimité moins une voix, par un vote lors d'une séance en date du 19 août 1900. Le 25 mai 1902, l'administration supérieure n'a pas toléré l'acceptation du conseil municipal. L'acte notarié du 20 septembre 1900 étant remis en cause parce que les formalités préliminaires à l'ouverture au culte de l'église n'ont pas été régulièrement remplies : la demande devait être formulée par un conseil de fabrique de la paroisse. Cette demande n'ayant pas été faite, l'église reste à la charge de l'évêché. La séparation des Églises et de l'État ayant eu lieu en 1905, aurait-elle eu une influence sur la suite de cette affaire ?
L'église a finalement été attribuée au Diocèse le 25 et 27 juillet 1927, après un nouveau refus du préfet de l'époque rappelant :
L'obligation pour la commune de participer à l'entretien de l'église de Saint-Germain-lès-Senailly, la loi de séparation des Églises et de l'État de 1905, l'article 112 de la loi de 1926 disant que les édifices cultuels privés ne peuvent être attribués qu'aux diocèses (de par le droit canon, l’entretien reste à la charge des paroisses).
Depuis cette date, les réparations de l'église incombent aux chrétiens du secteur.
Des travaux de restauration, que l'état de dégradation de l'église rendaient urgents (dont notamment les dégâts occasionnés par la foudre tombée sur l’église en 1973), furent réalisés dans les années 1986-1987 pour nettoyer le clocher, remplacer des ardoises, refaire des zingueries, noues, chéneaux, notamment sur la sacristie.
Ces travaux furent payés par la caisse inter-paroissiale et par les fonds propres de Monsieur le curé, le père Jean Morey…
C'est à la suite de ces travaux et afin de rembourser (partiellement) le père Morey qu'il fut décidé d'organiser une kermesse le 5 juillet 1987 regroupant les paroisses du secteur du Père Morey. Cette kermesse est à l'origine de la fête annuelle de « Villages en Fêtes ».

#### Le colombier
Le colombier de Senailly, restauré en 1992, comporte environ 1 500 cases. Il mesure 22 mètres de tour de taille pour 12 mètres de haut. La charpente supporte la couverture en laves, soit environ 20 tonnes, pour une superficie d'environ 45 m2. Au faîte, une pierre taillée en boule de 40 cm de haut a été mise en place.

#### Les croix en pierre
Sur la commune se trouvent 3 croix en pierre toujours en état. Il y est inscrit, par ordre d'ancienneté :
- Sur la croix se trouvant près du Moulin se trouve l'inscription : « A la dévotion de dimanche et Jean Leblanmugniee au moulin St Jacques demeurant à Viserny quy ont érigé cette croix le 27 avril 1714 ».
- Sur la croix de la rue Haute : « En mémoire de la mort et passion de N S J C Jean Andoche et François Canian ont fait poser cette croix le 16 mars 1728 ».
- Enfin sur la croix au centre du cimetière : « ce monument de piété a été fait par Jacque Blaine et Jeanne Gaudiau sa femme ce vingt un mars 1777 ».

#### La chapelle
Au XIIe siècle est mentionné un petit prieuré.
La chapelle construite au XVIIe siècle fut, jusqu'en 1900, le lieu de culte de Senailly (l'église paroissiale étant située à Saint-Germain-lès-Senailly). Elle a été restaurée en 1993.

#### La fontaine et le jet d'eau
La fontaine située sur la place centrale du village a été construite en 1900 et a fonctionné sans interruption jusqu'en 1978.
Après une période pendant laquelle le bassin a été transformé en bac à fleur, la fontaine a été remise en eau le 4 juillet 1994.
L'eau, provenant du trop-plein du réservoir d'eau potable, est captée à sa sortie du réservoir pour obtenir la pression nécessaire au jet d'eau. Le captage de cette eau, qui avant cela partait directement à la rivière, offre 2 avantages : Elle ne coûte rien et sert de témoin en cas de baisse du débit des sources alimentant le réservoir communal.

#### Le moulin
Sur l'Armançon, le moulin Saint-Jacques est une propriété privée. Le bâtiment qui aurait été un hôpital ou un lieu de repos a fonctionné en moulin jusque dans les années 1970.

## Sources utilisées
- Bulletin municipal de 1985 à 1997 .